# Himitsu no Akko-chan
Himitsu no Akko-chan (ひみつのアッコちゃん?) (conocida en Hispanoamérica como Los Secretos de Julie y en España como El secreto de Akko) es un manga y anime perteneciente al género mahō shōjo que fue lanzado en Japón durante los años 60.
El manga fue dibujado y escrito por Fujio Akatsuka, y fue publicado en Ribon desde el 1962 hasta el 1965. Fue precedido por Mahōtsukai Sunny (cuyo nombre más tarde sería Sally en el anime Mahōtsukai Sally).
Tanto Sally como Akko-chan fueron inspiradas en la serie Bewitched.

## Argumento
Si bien cada nueva versión tiene pequeñas diferencias, la premisa básica es siempre la misma.
Atsuko "Akko-chan" Kagami (conocida como "Stilly", "Caroline", o "Julie" en las versiones occidentales del anime) es una enérgica niña de escuela primaria que tiene una afinidad por los espejos. Un día, su espejo favorito que le fue entregado por su madre (o en algunas versiones, por su padre, como regalo de la India) se rompió, y prefería enterrarlo en su patio antes que tirarlo a la papelera. En sus sueños, ella era contactada por un espíritu (o en algunos casos, la Reina del Reino de los Espejos) que se siente conmovida ante cómo la niña prefería tratar el espejo de manera respetuosa y no simplemente desecharlo. Akko-chan recibe entonces como regalo un espejo mágico y un encantamiento que le permitirá transformarse en cualquier cosa que desee. No obstante, solo se debe usar cuando sea necesario, y no por diversión. Además, nadie puede saber de los poderes del espejo, por lo que no debe ser descubierta transformándose o regresando a la normalidad. Incumplir alguna de estas normas puede conllevar a que el espejo deje de tener poderes, o que incluso Akko no se refleje en ningún espejo, en el caso de ser descubierta. En la versión de 1998, además de la capacidad de transformación, Akko puede usar el espejo para observar el lugar que desee con el fin de encontrar algo o alguien perdido, poder que sí puede usar delante de los demás siempre y cuando esté transformada y nadie sepa que es ella la que usa ese poder.